# 大磯層
大磯層（おおいそそう・Oiso Formation）は神奈川県の大磯丘陵南東部に分布する、上部中新統の三浦層群相当層である。

## 概要
分布の範囲は大磯町鴫立沢～照ヶ崎海岸、高麗山～千畳敷山の南部、西小磯海岸に限られ、高麗山層群、丹沢層群、足柄層群、他の三浦層群相当層などとともに、大磯丘陵の基盤岩類を構成している。また、堆積年代は石灰質ナノ化石の調査により、後期中新世の約820万年前～約560万年前（蟹江ほか 1999）と推定されている。主に凝灰質砂岩や泥質砂岩などからなる。比較的分布の状態が良い西小磯海岸や照ヶ崎海岸では、ほぼ東西方向の走向、北傾斜で分布している様子を観察することができる。鷹取山礫岩層、三浦層群逗子層の田越川礫岩層、早戸亜層群落合層とほぼ同時期に形成されたと考えられている。

## 岩相
主に凝灰質砂岩や泥質砂岩からなり、スコリアや軽石などの火山砕屑物を含む。

## 堆積環境
堆積の場（堆積環境）に関する従来の研究成果には、海底火山噴出物や陸源砕屑物からなる陸側斜面堆積物説(Ito,1986)や、大磯層を構成する火山礫の地球科学的性質から推測された伊豆弧の火山フロントよりもやや背弧側の堆積物説(徐・谷口,1988)、谷口ほか(1990;1991)などがある。

## 周辺環境との関わり
有名なものでは、神奈川県の天然記念物に指定されている「大磯照ヶ崎のアオバト集団飛来地」が挙げられる。5月初旬から10月ごろにかけて、丹沢山地から飛来したアオバトの群れが照ヶ崎海岸の岩場で海水を飲んでいる様子が観察される。この「岩場」というのが照ヶ崎海岸に露出する大磯層露頭のことである。大磯層中の細粒粗粒互層において、細粒と粗粒では浸食の度合いに差が生じるため、凹凸を呈している。この露頭にある凹凸が、アオバトが海水を飲む時の足場として適していることが、アオバトの群れがこの岩場に飛来する理由の1つではないかと考えられている。